# Hal Robson-Kanu
Thomas Henry Alex "Hal" Robson-Kanu, född 21 maj 1989 i Acton, är en walesisk fotbollsspelare. Robson-Kanu representerar även Wales landslag.

## Landslagskarriär
Robson-Kanu var uttagen i Wales trupp vid fotbolls-EM 2016.

## Meriter
Reading
- Uppflyttning till Premier League: 2011/2012